# Milan-San Remo 1986
L'édition 1986 de la course cycliste Milan-San Remo s'est déroulée le samedi 15 mars et a été remportée par l'Irlandais Sean Kelly.

## Classement final
|    | Cycliste                   | Pays       | Équipe                          | Temps           |
| -- | -------------------------- | ---------- | ------------------------------- | --------------- |
| 1  | Sean Kelly                 | Irlande    | KAS-Mavic-Tag-Heuer             | 6 h 57 min 19 s |
| 2  | Greg LeMond                | États-Unis | La Vie claire-Wonder-Radar      | + 0 s           |
| 3  | Mario Beccia               | Italie     | Malvor-Bottecchia               | + 0 s           |
| 4  | Giuseppe Saronni           | Italie     | Del Tongo-Colnago               | + 23 s          |
| 5  | Bruno Wojtinek             | France     | Peugeot-Shell-Michelin          | + 23 s          |
| 6  | Luciano Rabottini          | Italie     | Vini Ricordi-Pinarello-Sidermec | + 23 s          |
| 7  | Adri van der Poel          | Pays-Bas   | Kwantum-Hallen-Decosol          | + 23 s          |
| 8  | Giuseppe Petito            | Italie     | Gis Gelati                      | + 23 s          |
| 9  | Rolf Sørensen              | Danemark   | Murella-Fanini                  | + 23 s          |
| 10 | Jean-Philippe Vandenbrande | Belgique   | Hitachi-Marc-Splendor           | + 23 s          |